# François Dornic
 (octobre 2009).
Si vous disposez d'ouvrages ou d'articles de référence ou si vous connaissez des sites web de qualité traitant du thème abordé ici, merci de compléter l'article en donnant les références utiles à sa vérifiabilité et en les liant à la section « Notes et références ».
François Dornic, né le 25 août 1911 à Chaville et mort le 30 juin 1998 à Saint-Benoît-la-Forêt est un homme politique sarthois, historien, enseignant, docteur ès lettre en histoire, écrivain français. Il fut reconnu pour être un grand spécialiste de l'histoire du Maine, du Mans et de l'Anjou.

## Biographie
D'ascendance bretonne et de milieu social paysan puis ouvrier, François Dornic naît le 25 août 1911 à Chaville en Seine-et-Oise. Instituteur dans le Calvados, il passe parallèlement une licence d'histoire et est élève de l'École normale supérieure de l'enseignement technique. Nommé au Mans en 1936 comme professeur à l'école pratique de commerce et d'industrie, il milite au parti communiste, puis au parti socialiste, obtenant deux mandats après la libération : conseiller général du Mans, de 1945 à 1949, conseiller municipal du Mans de 1953 à 1959. Chargé de mission auprès de Christian Pineau, ministre des affaires étrangères, en 1956-57, François Dornic s'oppose au retour du général De Gaulle et prône le « non » au référendum de 1958. En 1955, il avait été reçu docteur ès lettres sur une thèse "l'industrie textile du Maine et ses débouchés internationaux (1650-1815)". Passant du militantisme à la recherche historique, il commence, en 1959,  à rédiger des articles historiques pour la revue La Vie mancelle et sarthoise. Un an plus tard, il devient vice-président de la société savante d’Agriculture Sciences & Arts du Mans. Professeur au lycée technique du Mans, il est chargé de cours au nouveau Collège littéraire universitaire du Mans dès 1965. En 1975, il est le directeur d'un ouvrage collectif anthologique de l'histoire du Mans. Il s'agit de la première écriture moderne de l'histoire de la ville depuis l'ouvrage de Louis Saillant Au pays du maine en 1909. Il devient le premier président de l'Université du Maine, de mars 1976 à septembre 1979, alors touché par la limite d'âge. Il meurt le 30 juin 1998 à Saint-Benoît-la-Forêt en Indre-et-Loire.

## Publications
- Histoire de l'Anjou, François Dornic, PUF, coll. « Que sais-je ? », Paris, 1961, 126 pages.
- Histoire du Mans et du pays manceau, Marc Auffret – Jacques Biarne – Paul Bois – François Dornic – François Garnier – Jean Gouhier – Michèle Ménard – Robert Philippe, éditions Privat, Millau, 1988.
- Histoire du Maine, François Dornic, PUF, coll. « Que sais-je ? », Paris, 1960, 128 pages